# Old State Capitol (Kentucky)
Das Old State Capitol, auch Old State House genannt, war das dritte State Capitol von Kentucky. Die Pläne stammen von dem jungen Architekten Gideon Shryock. Er wählte den Greek-Revival-Stil, als Brückenschlag zwischen der jungen Republik Kentucky und den demokratischen Idealen des antiken Griechenlands. Der Athene-Tempel in Priene diente als Vorbild. Das Tympanon ruht auf sechs ionischen Säulen. Die wurden aus regionalem Kalkstein gearbeitet. Entsprechend der fensterlosen Bauweise griechischer Tempel, ist auch die Hauptfassade des Old State Capitol fensterlos. Eine Laterne auf dem Dach sorgt für natürliches Licht um Vestibül, das zudem durch seine freitragende, zweiläufige Treppe auffällt.

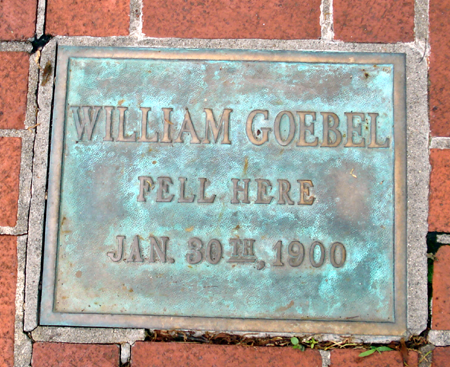
Tafel zum Gedenken an das Goebel-Attentat

Traurige Berühmtheit erlangte das Old State Capitol, als am 30. Januar 1900 ein Attentat auf den gerade erst gewählten Gouverneur William Goebel verübt wurde, dessen Verletzungen er wenige Tage später erlag. Heute erinnert daran eine Gedenktafel im Boden an der Stelle, an der Goebel zu Boden ging.
Das Gebäude genügte zunehmend nicht mehr den Ansprüchen der Regierung. 1904 wurde der Grundstein für das neue Kentucky State Capitol gelegt, welches 1910 in gebührendem Maße seiner Aufgabe übergeben werden konnte. Das Old State Capitol ist seit 1920 Sitz der Kentucky Historical Society und wurde am 11. März 1971 als Baudenkmal in das National Register of Historic Places aufgenommen. Am 11. November des gleichen Jahres erhielt das Gebäude den Status einer National Historic Landmark. Heute dient das Old State Capitol als Museum.